# 女心の唄
『女心の唄』（おんなごころのうた）は、1964年（昭和39年）12月にバーブ佐竹がリリースしたデビューシングル、ならびに同シングルのA面楽曲のタイトルである。
日本音楽著作権協会 （JASRAC）に登録された正題は『女ごころの唄』である。
200万枚以上のレコードセールスを記録した、バーブ佐竹の代表曲である。

## 略歴・概要
本シングルは、1964年12月、キングレコードがバーブ佐竹のデビューシングルとしてリリースした、オリジナル楽曲によるシングルレコードである。作詞は山北由希夫、作曲は吉田矢健治、編曲は白石十四男がそれぞれ手がけた。B面は『白い太陽』（しろいたいよう）、作詞は矢野亮、作曲・編曲はA面同様、吉田矢健治と白石十四男がそれぞれ手がけた。作家連はすべてキングレコード専属作家である。リリースナンバーはBS-136、定価は330円。
本作を手にするまでのバーブは、北海道のネオン街からスタートした流しの歌手で、のちに東京に移住し、バーで歌っていた。
本シングルは200万枚以上を売り上げて1965年（昭和40年）の大ヒット曲となり、同年12月25日に東京・神田の神田共立講堂で行われた第7回日本レコード大賞で、『愛して愛して愛しちゃったのよ』を和田弘とマヒナスターズとともに歌った田代美代子と並び、本作により新人賞を獲得した。同年12月31日、東京・日比谷の東京宝塚劇場で行われた第16回NHK紅白歌合戦に本作で、初出場を果たした。
1971年（昭和46年）7月に、シングル『稚内ブルース』で同じキングレコードからデビューした原みつるとシャネル・ファイブが、同年にリリースしたファーストアルバム『稚内ブルース』で、バーブ佐竹の『ネオン川』、バーブもカヴァーした三條町子（三条町子）の『かりそめの恋』とともに、本作をカヴァーしている。編曲は船木謙一が行なった。
ほかにも、森進一、美空ひばり、田端義夫、鶴岡雅義と東京ロマンチカ、青江三奈、天童よしみ、増位山太志郎、大月みやこ、春日八郎、三橋美智也らがカヴァーしている。なかでも美空ひばりの『女心の唄』は、1995年（平成7年）5月29日発売の45枚組CD-BOX『二十世紀の宝物 美空ひばり珠玉集』のDISC21に収録され、CD化されている。
バーブのオリジナル音源は、2003年（平成15年）にリリースされた通販専用CDボックス『歌王 演歌名曲120』に収録されている。

## 収録曲
1. 女心の唄
  - 作詞山北由希夫 / 作曲吉田矢健治 / 編曲白石十四男
  - 演奏 キングオーケストラ
  - 演奏時間 : 3:16
  - 音楽出版社 : セブンシーズミュージック
2. 白い太陽
  - 作詞矢野亮 / 作曲吉田矢健治 / 編曲白石十四男
  - 演奏 キングオーケストラ
  - 演奏時間 : 3:10
  - 音楽出版社 : セブンシーズミュージック

## 註
1. 1 2 3 4 5  シングル『女心の唄』、バーブ佐竹、キングレコード、1964年12月、ジャケット裏の記述。
2. 1 2 3  作品データベース検索 検索結果、一般社団法人日本音楽著作権協会 JASRAC、2010年9月10日閲覧。
3. 1 2 3 4 5  バーブ佐竹さん死去 / 「女心の唄」などヒット、四国新聞、2003年12月5日付、2010年9月10日閲覧。
4. ↑  第7回日本レコード大賞 Archived 2010年5月6日, at the Wayback Machine.、日本作曲家協会、2010年9月10日閲覧。
5. ↑  第16回NHK紅白歌合戦、日本放送協会、2010年9月10日閲覧。
6. 1 2  アルバム『稚内ブルース』、原みつるとシャネル・ファイブ、キングレコード、1971年、ジャケットおよびライナーの記述。
7. ↑  二十世紀の宝物 美空ひばり珠玉集、美空ひばり公式ウェブサイト、2010年9月10日閲覧。